# Sartène
Sartène är en kommun i departementet Corse-du-Sud på ön Korsika i Frankrike. Kommunen ligger i kantonen Sartène som tillhör arrondissementet Sartène. År 2022 hade Sartène 3 732 invånare.

## Befolkningsutveckling
Antalet invånare i kommunen Sartène
Referens:INSEE